# U-Bahnhof Horner Rennbahn

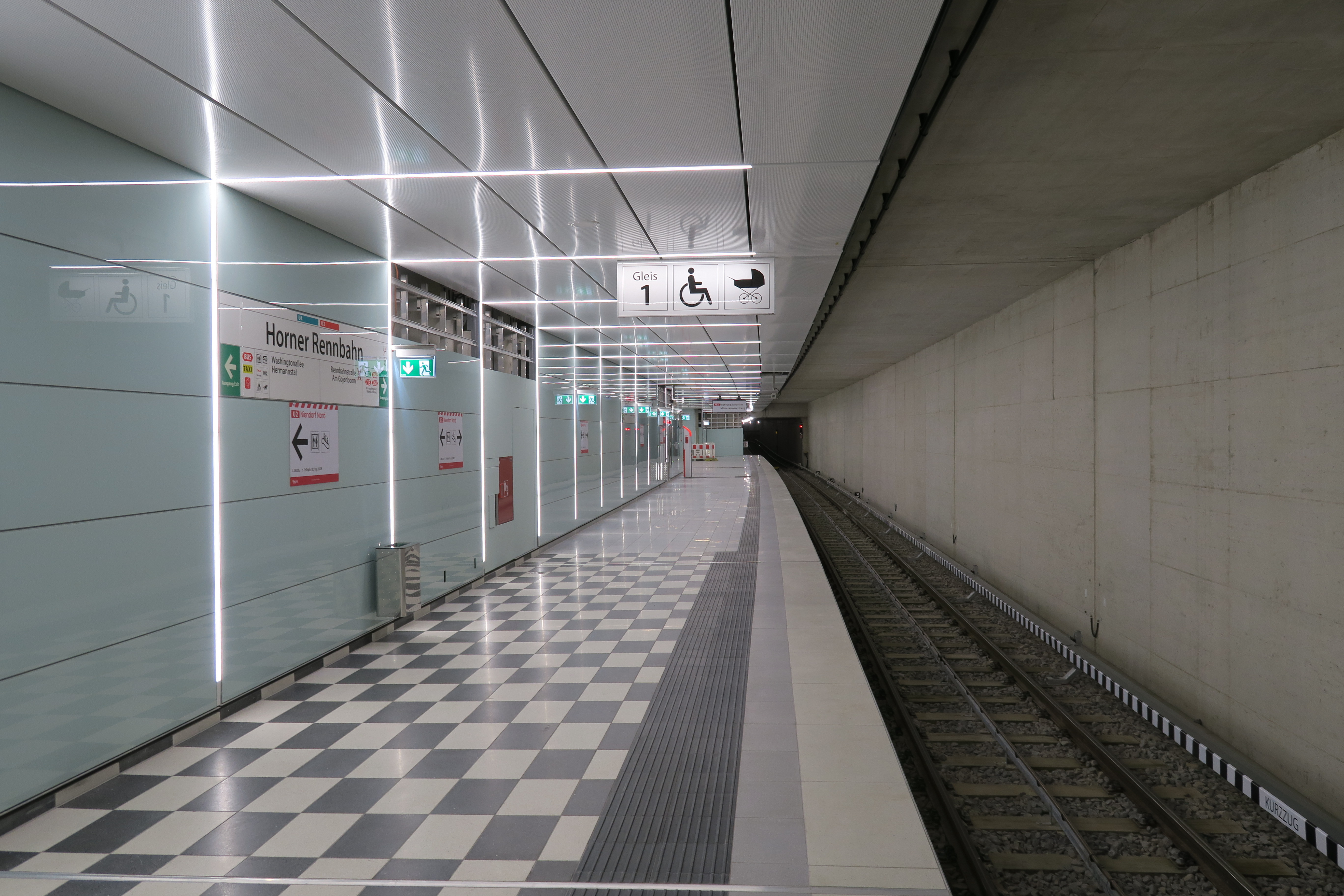
2024 eröffneter neuer Seitenbahnsteig für stadtauswärts fahrende Züge

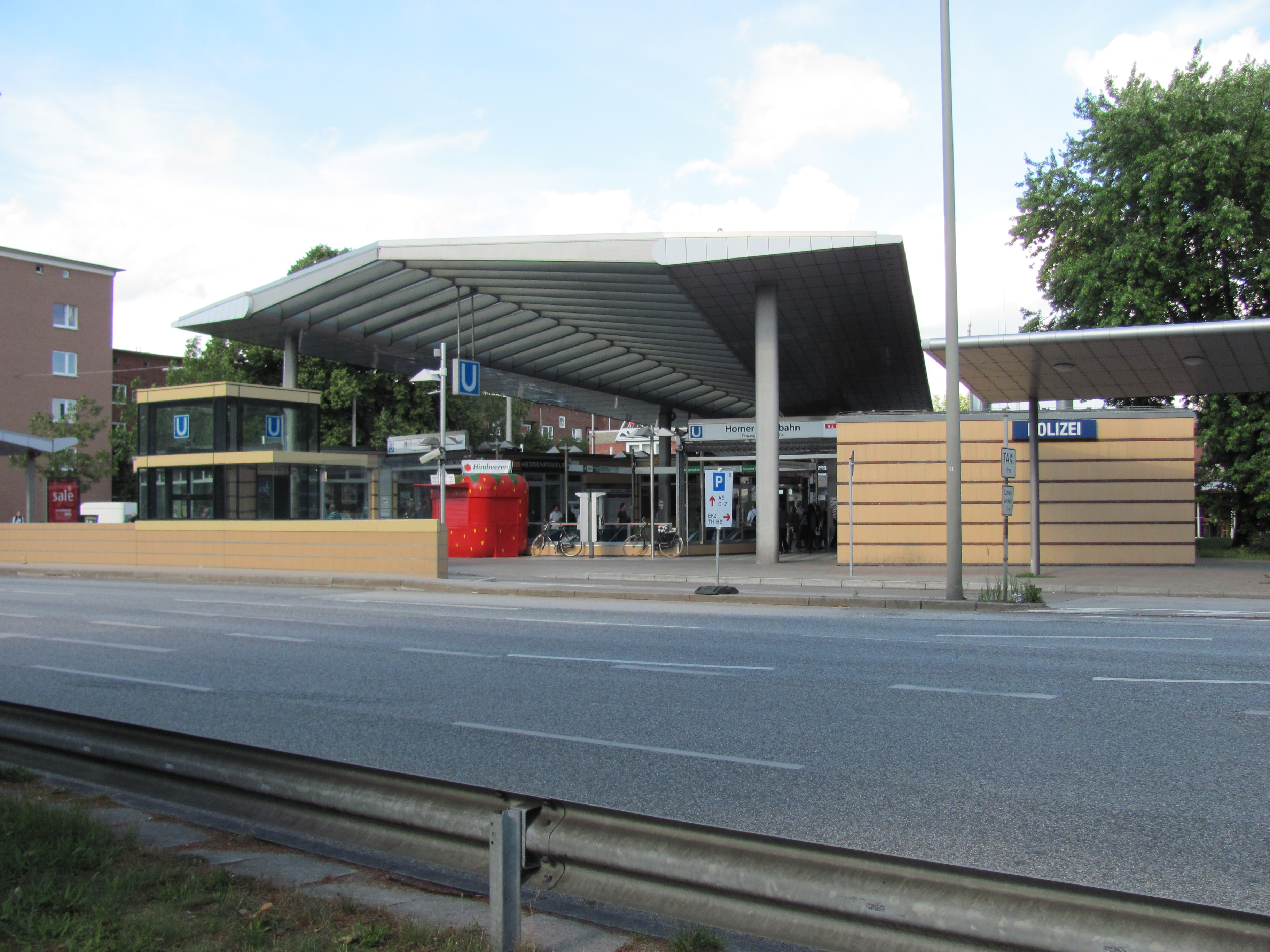
Östlicher Zugang zum U-Bahnhof Horner Rennbahn (2011)

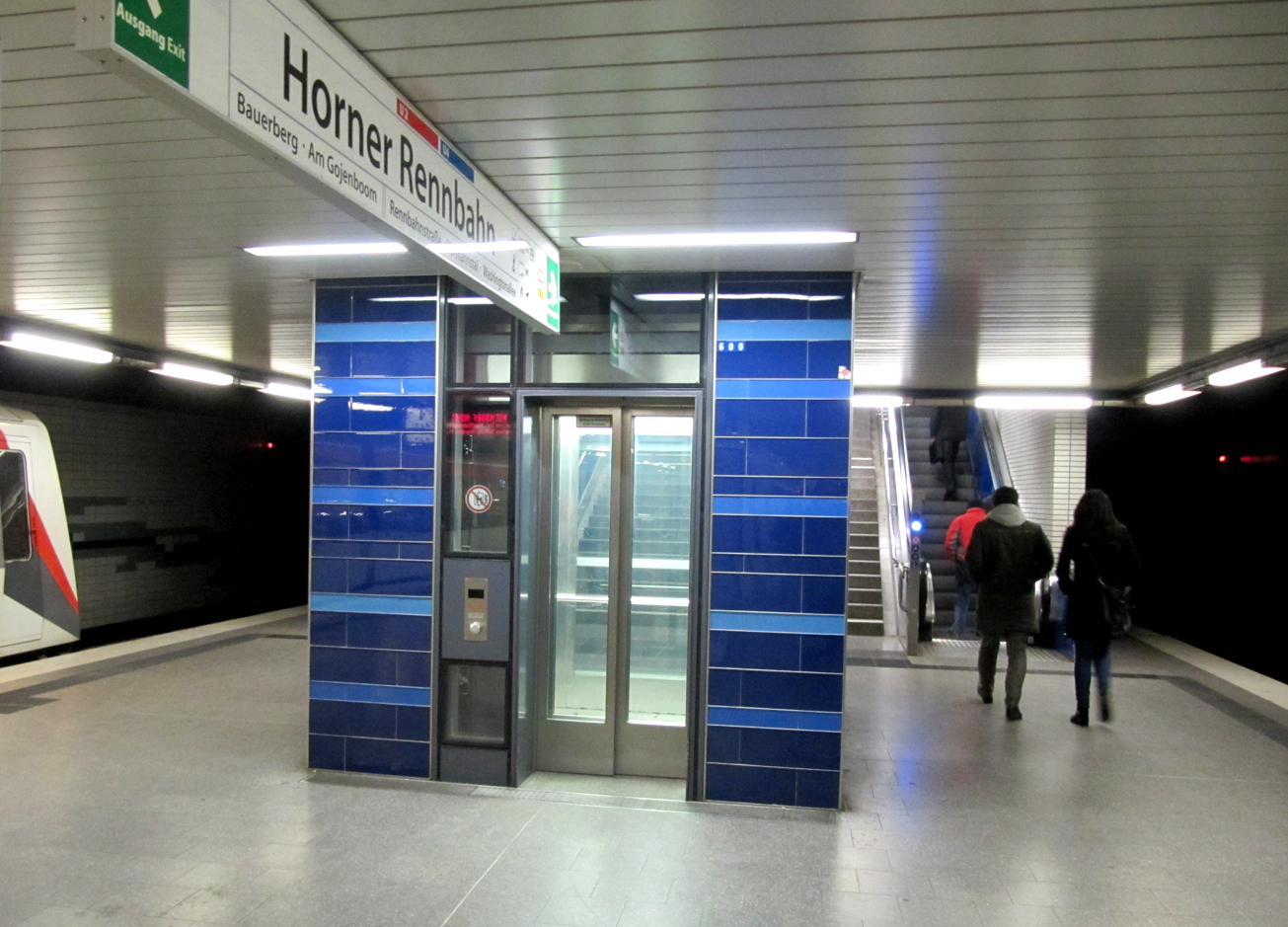
Fahrstuhl auf der Bahnsteigebene des Mittelbahnsteigs

Der U-Bahnhof Horner Rennbahn ist eine Tunnel-Haltestelle der Hamburger U-Bahn-Linien U2 und U4. Sie liegt im Stadtteil Horn im Bezirk Hamburg-Mitte. Das Kürzel der Station bei der Betreiber-Gesellschaft Hamburger Hochbahn lautet „HN“. Der Name des Bahnhofs nimmt Bezug auf die unmittelbar nördlich gelegene Galopprennbahn Hamburg-Horn, die kurz auch Horner Rennbahn genannt wird. Der U-Bahnhof hat täglich etwa 30.000 Ein- und Aussteiger (Mo–Fr, 2019).

## Geschichte
Der Bau der Haltestelle begann 1963, bis sie vier Jahre später am 2. Januar 1967 als temporäre Endstation der Linie U3 eröffnet wurde. Von diesem Tag an konnte man von der Station Horner Rennbahn über Berliner Tor, Landungsbrücken, Schlump und Kellinghusenstraße bis nach Barmbek fahren. Bereits am 24. September 1967 wurde die Erweiterung zur nächsten Haltestelle Legienstraße freigegeben, die etappenweise bis zur jetzigen Endstation Mümmelmannsberg fortgesetzt wurde.
Nach dem Linientausch der Ostäste führt seit dem 29. Juni 2009 die Linie U2 durch die Station, die von Niendorf Nord nun nach Mümmelmannsberg verläuft, sowie seit dem 29. November 2012 auch die U4 von der Hafencity nach Billstedt. Am 3. Mai 2024 wurde im Rahmen der im Bau befindlichen Verlängerung der U4 zum U-Bahnhof Horner Geest ein Seitenbahnsteig für stadtauswärts fahrende Züge eröffnet.
Im Zusammenhang mit der Verlängerung der U4 in Richtung Horner Geest, die 2026 eröffnet werden soll, wurde seit Februar 2020 ein weiterer Bahnsteig gebaut. Der alte Mittelbahnsteig wird nach Eröffnung des neuen Linienabschnitts zu einem Richtungsbahnsteig in Richtung Stadtzentrum umgewandelt werden, an dem auf dem nördlichen Gleis die Züge der U4 und auf dem südlichen Gleis die Züge der U2 fahren sollen. Am neu errichteten Seitenbahnsteig südlich der bisherigen Station werden die Züge der U2 sowie der U4 auf demselben Gleis fahren. Östlich der Station wird sich die U4 Richtung Nordosten ausfädeln. Die Eröffnung des neuen Bahnsteiges erfolgte am 3. Mai 2024, wobei die Ausfädelung der U4 bis zum Frühjahr 2025 fertiggestellt werden soll. In der Zwischenzeit ist zur Sicherung der Stabilität des Fahrplans während der Arbeiten tagsüber eine betriebliche Trennung der U2 mit Umstieg an der Horner Rennbahn vorgesehen, während die U4 bis zur Burgstraße verkürzt werden soll.

## Ausbau und Lage
Der Bahnhof verfügt seit 2024 über zwei Bahnsteige. Der ältere Mittelbahnsteig wird zum östlichen Ende hin breiter. Der Ostzugang wurde insgesamt großzügiger gehalten, da man hier zu verschiedenen Buslinien und bis 1976 zu einer Straßenbahn umsteigen konnte; außerdem wurden um den Zugang herum kleine Geschäfte gebaut. Am westlichen Ende des Bahnsteigs befindet sich ein Zugang, der in eine Eingangshalle in einer Grünanlage um den Bauerberg und am Gojenboom führt. Südlich des Mittelbahnsteigs befindet sich ein neuer Seitenbahnsteig, der über zwei Zugänge verfügt, wobei sich der westliche Zugang an der Rennbahnstraße und der östliche Zugang an der Washingtonallee befindet.
Die Wände des Mittelbahnsteigs sind weiß gefliest und tragen ein schräg nach oben verlaufendes Muster aus den Farben Türkis und Dunkelblau. Der Boden wurde grau gepflastert, die Decke ist über den Gleisen schwarz und über dem Bahnsteig grau eingekleidet, die Mittelstützen sind auch weiß gefliest und tragen in der Mitte jeder Seite einen vertikal verlaufenden dunkelblauen Streifen. Die dem Gleis zugewandte Wand des Seitenbahnsteigs ist als Sichtbetonwand gestaltet, während die dem Bahnsteig zugewandte Wand aus einer Milchglasfassade besteht, wobei der Boden gefliest ist. Das Lichtkonzept führte zu einer erheblichen Kritik u. a. von Menschen mit Seheinschränkungen, da es zu starken Blendungen und unerwünschten Reflexionen kommt.
An den Mittelbahnsteig schließt sich östlich eine zweigleisige Kehranlage an, die überwiegend von den Zügen der U4 genutzt wird. Zusätzlich werden dort nicht mehr benötigte U-Bahn-Fahrzeuge abgestellt, die aber noch nicht verschrottet werden sollen, so zurzeit zwei Wagen des 1958 erbauten Zugtyps DT1 und ein Hochbahnwagen von 1912.
| Linie | Verlauf |
| ----- | --- |
| U 2   | Niendorf Nord – Schippelsweg – Joachim-Mähl-Straße – Niendorf Markt – Hagendeel – Hagenbecks Tierpark – Lutterothstraße – Osterstraße – Emilienstraße – Christuskirche – Schlump – Messehallen – Gänsemarkt (Oper) – Jungfernstieg – Hauptbahnhof Nord – Berliner Tor – Burgstraße – Hammer Kirche – Rauhes Haus – Horner Rennbahn – Legienstraße – Billstedt – Merkenstraße – Steinfurther Allee – Mümmelmannsberg |
| U 4   | (in Planung: Moldauhafen –) Elbbrücken – HafenCity Universität – Überseequartier – Jungfernstieg – Hauptbahnhof Nord – Berliner Tor – Burgstraße – Hammer Kirche – Rauhes Haus – Horner Rennbahn – Legienstraße – Billstedt (im Bau: – Stoltenstraße – Horner Geest) |